# Škréta, spolek mladých českých výtvarníků v Mnichově
Škréta, spolek mladých českých výtvarníků v Mnichově (německy: Akademie der bildenden Künste, München) bylo mnichovské umělecké sdružení.

## Historie spolku
Koncem 19. století byla pražská Akademie považována za příliš konzervativní instituci, která neposkytovala moderní výuku, a řada malířů odešla raději studovat do ciziny.
V Mnichově, který byl tehdy kosmopolitním uměleckým centrem a kde se shromažďovali studenti umění ze střední a východní Evropy, založili spolek roku 1885 mladí čeští studenti. Předsedou byl zvolen Joža Uprka. Spolek Škréta, nazvaný po slavném českém malíři sedmnáctého století, byl jedním z největších společenství českých studentů v zahraničí a přímým předchůdcem SVU Mánes. Měl svou vlastní klubovou místnost s obrazem Prahy od J. Schussera a podobiznou K. Škréty, jejímž autorem byl Luděk Marold. Účelem spolku bylo pořádat výstavy, přednášky, debaty a pěstovat styky se slovanskými akademiky, kteří v Mnichově také studovali. Spolek udržoval pravidelné kontakty s domovem a vydával ručně rozmnožovaný týdeník, který koloval jako jediný exemplář ve dvou oddělených svazcích: Špachtle a Paleta. Svazek Špachtle byl satirický časopis, Paleta byl časopis věnovaný umění a literatuře, oba vycházely až do roku 1899.
Spolek se zaměřoval na výtvarnou scénu v Německu, ale byl svou povahou patriotický a podporoval slovanskou vzájemnost přijetím studentů z jiných slovanských zemí – Rusů, Poláků, Jihoslovanů a Bulharů.
Ještě v Mnichově členové spolku uvažovali o přejmenování a přijali název Svaz výtvarných umělců Mánes po malíři Josefu Mánesovi, který v Mnichově studoval v letech 1844-1847. Spolek vystoupil na obranu Mikoláše Alše ve sporu s Národním divadlem o realizaci cyklu lunet Má vlast a jmenoval ho čestným předsedou.
Pražská Akademie výtvarných umění, která byla původně soukromým zařízením, prošla v roce 1887 důležitou reformou, kdy byli z Vídně povoláni noví učitelé, krajinář Julius Mařák a novoromantický symbolista Maxmilián Pirner. Poté se většina studentů vrátila domů a dokončila studia zde. Alfons Mucha a Karel Vítězslav Mašek odešli z Mnichova do Paříže a spolek Karel Škréta roku 1888 zanikl.
Rok 1887 je oficiálním datem založení Spolku výtvarných umělců Mánes, který byl zprvu zaměřen patrioticky, později sehrál významnou roli při podpoře moderního umění a mezinárodních kontaktů.

### Seznam členů spolku Škréta (neúplný)
- Mikoláš Aleš (1852-1913), malíř, čestný předseda spolku
- Emil Holárek (1867-1919), malíř
- Antonín Hudeček (1872-1941), malíř
- Václav Luňáček (1867-1948), malíř
- Luděk Marold (1865-1898), malíř
- Karel Vítězslav Mašek (1865.1927), malíř
- Alfons Maria Mucha (1860-1939), malíř
- Augustin Němejc (1861-1938), malíř
- Viktor Oliva (1861-1928), malíř, ilustrátor
- František Ondrúšek (1861-1932), malíř, portrétista
- Josef Schusser (1864-1941), malíř, později profesor UPŠ v Praze
- Antonín Slavíček (1870-1910), malíř
- Joža Uprka (1861-1940), malíř a grafik
- Jan Vochoč (1865-1920), malíř